# Aoujeft
Aoujeft (arabisch أوجفت) ist eine Stadt in der Verwaltungsregion Adrar in Mauretanien und ist Hauptstadt des Départements Aoujeft.

## Geographie
Der Hauptort der Gemeinde Aoujeft liegt 375 Kilometer nordöstlich von Nouakchott auf etwa 260 m Meereshöhe im nördlichen Zentrum des Landes als Oase über dem Nordostrand eines knapp 60 Kilometer langen und rund 2500 Meter breiten Grabenbruchs, der den Südwesten des Adrar-Plateaus spaltet.
Die Ortslage wird auf drei Seiten von dem Bett des Oued Oujeft umgeben, der von Nordosten aus dem Plateau in den Grabenbruch führt und sich dort dessen Ausgang im Nordwesten zuwendet.

## Bevölkerung
Die Bevölkerungszahl der Gemeinde hat in den Jahren 2000 bis 2023 von 6019 auf 5362 Einwohner abgenommen, seit 2013 (3809) allerdings mit wieder steigender Tendenz. Der Hauptort selbst hat 4444 Einwohner (2023). Daneben gibt es noch fünf andere bewohnte Orte.